# 马亚罗-里奥克拉罗地区
马亚罗-里奥克拉罗地区（英語：Mayaro-Rio Claro region）是特立尼达和多巴哥的9个地区之一，位于特立尼达岛东南部，北邻大桑格雷地区，东临加勒比海，南毗加勒比海，西接库瓦-塔瓦基特-塔尔帕罗地区和王子镇地区，首府设于里奥克拉罗，面积814平方公里，2011年人口35,650，人口密度每平方公里44人。其他城镇包括马亚罗。
1. ↑  . DIGITAL LEGISLATIVE LIBRARY. Government of the Republic of Trinidad and Tobago.   [28 May 2021].